# Bégard
Bégard (tiếng Breton: Bear) là một xã tại khu vực Côtes-d'Armor tại Bretagne phía tây bắc Pháp.

## Dân số
Người dân ở Bégard được gọi là Bégarrois.

## Các xã liên kết
- St Asaph tại Wales